# František Vitásek (geograf)
František Vitásek (7. ledna 1890 Velká Bystřice – 19. srpna 1973 Brno) byl český geograf a geomorfolog, od roku 1953 člen korespondent ČSAV. Doktor geografie (1968), profesor Masarykovy univerzity (od roku 1925). Založil Kabinet pro geomorfologii v Brně (předchůdce Geografického ústavu ČSAV v Brně).
V letech 1901–1909 studoval na Slovanském gymnáziu, kde odmaturoval. Vystudoval Filozofickou fakultu Univerzity Karlovy.
Spolupodílel se na vybudování geografického pracoviště Univerzity Palackého v Olomouci, kde obdržel čestný doktorát a v roce 1966 obdržel nejvyšší vyznamenání Univerzity Palackého, zlatou medaili.

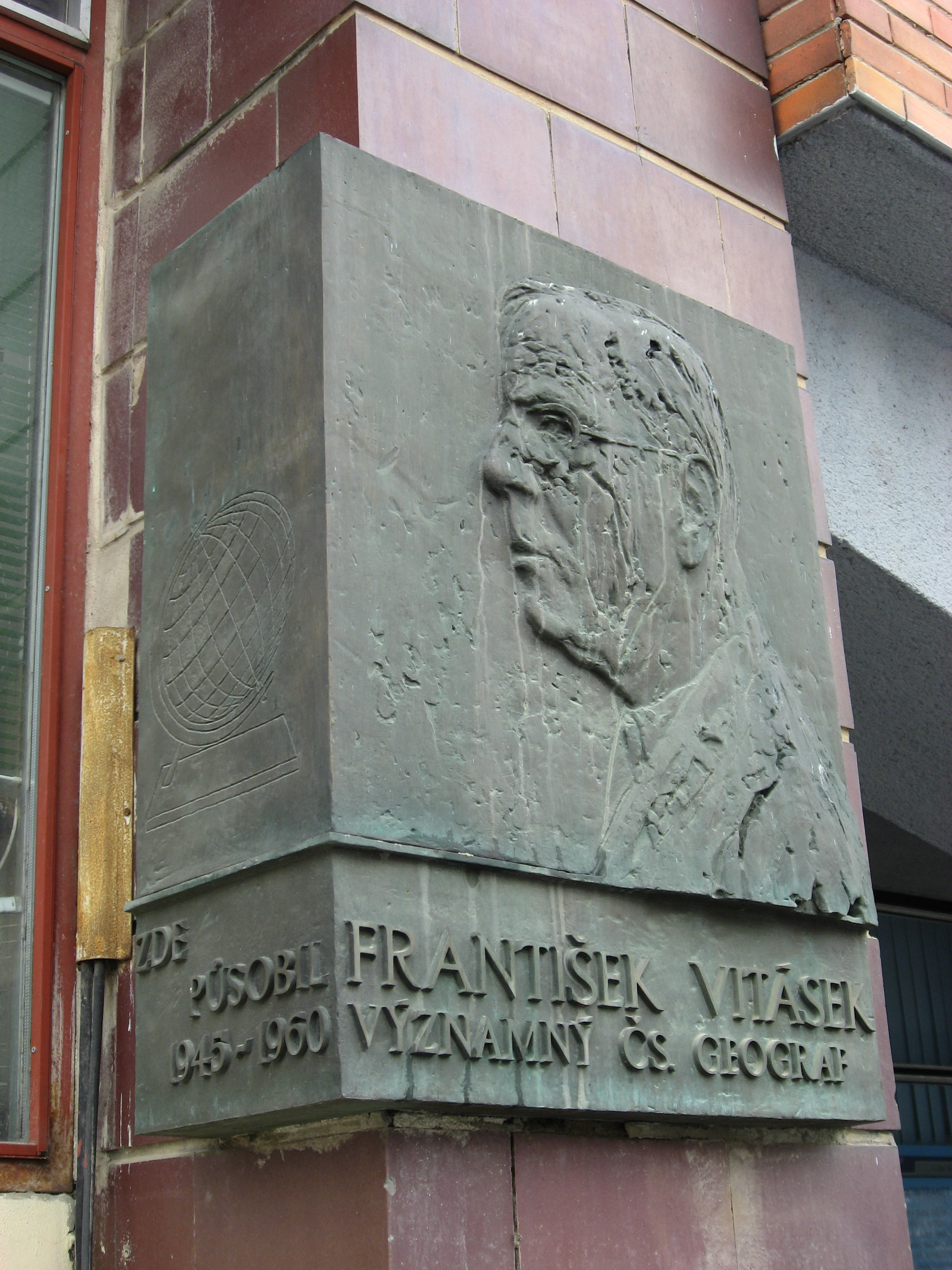
Pamětní deska na Janáčkově náměstí v Brně

Od roku 1964 byl čestným členem Všesvazové geografické společnosti SSSR.
Pamětní desky jsou umístěny na Janáčkově náměstí a v knihovně na Mendlově náměstí v prvním patře. Vitáskovo jméno nese ulice v Brně-Řečkovicích.